# Олд-Фордж (Нью-Йорк)
Олд-Фордж (англ. Old Forge) — переписна місцевість (CDP) в США, в окрузі Геркаймер штату Нью-Йорк. Населення — 727 осіб (2020).

## Географія
Олд-Фордж розташований за координатами 43°42′23″ пн. ш. 74°58′9″ зх. д. / 43.70639° пн. ш. 74.96917° зх. д. (43.706412, -74.969214).  За даними Бюро перепису населення США в 2010 році переписна місцевість мала площу 5,09 км², з яких 4,63 км² — суходіл та 0,46 км² — водойми.

### Клімат
| Клімат : Олд-Фордж      | Клімат : Олд-Фордж | Клімат : Олд-Фордж | Клімат : Олд-Фордж | Клімат : Олд-Фордж | Клімат : Олд-Фордж | Клімат : Олд-Фордж | Клімат : Олд-Фордж | Клімат : Олд-Фордж | Клімат : Олд-Фордж | Клімат : Олд-Фордж | Клімат : Олд-Фордж | Клімат : Олд-Фордж | Клімат : Олд-Фордж |
| Показник                | Січ.               | Лют.               | Бер.               | Квіт.              | Трав.              | Черв.              | Лип.               | Серп.              | Вер.               | Жовт.              | Лист.              | Груд.              | Рік                |
| Абсолютний максимум, °C | 15,0               | 16,7               | 24,4               | 30,0               | 32,2               | 33,3               | 36,7               | 35,0               | 34,4               | 30,6               | 24,4               | 16,7               | 36,7               |
| Середній максимум, °C   | −3,8               | −2,1               | 2,9                | 9,7                | 17,3               | 21,5               | 23,7               | 22,7               | 18,3               | 12,6               | 5,3                | −0,8               | 10,6               |
| Середній мінімум, °C    | −16,6              | −15,4              | −9,3               | −2,2               | 4,4                | 9,5                | 11,9               | 11,2               | 6,9                | 1,1                | −4,1               | −11,6              | −1,2               |
| Абсолютний мінімум, °C  | −43,3              | −46,7              | −37,8              | −31,1              | −9,4               | −4,4               | −1,1               | −5                 | −7,8               | −16,1              | −28,9              | −41,7              | −46,7              |
| Норма опадів, мм        | 105                | 75                 | 94                 | 94                 | 105                | 105                | 116                | 115                | 129                | 110                | 123                | 109                | 1280               |
| Днів з опадами          | 19,1               | 14,5               | 15,6               | 13,6               | 14,1               | 13,6               | 12,2               | 12,8               | 13,0               | 14,1               | 17,2               | 18,7               | 178,5              |
| Днів зі снігом          | 17,1               | 13,1               | 11,8               | 5,1                | 1,0                | 0                  | 0                  | 0                  | 0                  | 2,3                | 9,4                | 15,3               | 75,1               |
| ----------------------- | ------------------ | ------------------ | ------------------ | ------------------ | ------------------ | ------------------ | ------------------ | ------------------ | ------------------ | ------------------ | ------------------ | ------------------ | ------------------ |
| Джерело: TWC            |                    |                    |                    |                    |                    |                    |                    |                    |                    |                    |                    |                    |                    |

## Демографія
Згідно з переписом 2010 року, у переписній місцевості мешкало 756 осіб у 371 домогосподарстві у складі 208 родин. Густота населення становила 149 осіб/км².  Було 778 помешкань (153/км²).
Расовий склад населення:
| - 97,0 % — білих - 0,7 % — корінних американців - 0,4 % — чорних або афроамериканців - 0,3 % — азіатів |

До двох чи більше рас належало 1,6 %. Частка іспаномовних становила 1,2 % від усіх жителів.
За віковим діапазоном населення розподілялося таким чином: 16,8 % — особи молодші 18 років, 64,0 % — особи у віці 18—64 років, 19,2 % — особи у віці 65 років та старші. Медіана віку мешканця становила 47,9 року. На 100 осіб жіночої статі у переписній місцевості припадало 95,3 чоловіків;  на 100 жінок у віці від 18 років та старших — 97,2 чоловіків також старших 18 років.
Середній дохід на одне домашнє господарство  становив 46 842 долари США (медіана — 24 559), а середній дохід на одну сім'ю — 53 478 доларів (медіана — 53 750). За межею бідності перебувало 14,7 % осіб, у тому числі 0,0 % дітей у віці до 18 років та 9,6 % осіб у віці 65 років та старших.
Цивільне працевлаштоване населення становило 216 осіб. Основні галузі зайнятості: мистецтво, розваги та відпочинок — 31,9 %, роздрібна торгівля — 20,4 %, освіта, охорона здоров'я та соціальна допомога — 17,1 %, науковці, спеціалісти, менеджери — 15,3 %.